# Dobrodošli u zemlju zombija
Dobrodošli u zemlju zombija (eng. Zombieland) je američka post-apokaliptička horor zombijska komedija koju su napisali Rhett Reese i Paul Wernick, a redatelj je Ruben Fleischer. Film je distribuirao Columbia Pictures, a u američka kina je pušten 9. listopada 2009. godine.

## Radnja
Nakon što Ameriku pohodi "zombijska kuga", grupa preživjelih bori se sa živim mrtvacima dok pokušavaju doći s jedne obale SAD-a na drugu. Stanu u zabavnom parku, gdje vjeruju da su na sigurnom.

## Produkcija
Snimanje je počelo u veljači 2009. u Valdosti u Georgiji, SAD dok se neke scene snimaju u zabavnom parku Wild Adventures i na drugim lokacijama. Snimanje se nastavilo u ožujku u Atlanti, Morrowu, Decaturu i Powder Springima, gdje je glumica Abigail Breslin proslavila 13. rođendan posvojivši psića.
Zombije u Zombielandu je direktor glumaca opisao kao:
»Opake, inficirane ljude koji se nepravilno i čudno kreću. Oni su bolesni, a ne živi/mrtvi. Oni nisu živi mrtvaci Romeroovih filmova, već zakon zombiji kao u filmovima 28 dana kasnije / Zora živih mrtvaca. Oni su strašni i odvratni.«
Nakon svršetka snimanja, Woody Harrelson se posvađao s fotografom TMZ-a na LaGuardia aerodromu u New Yorku.  Njegova je obrana bila da je još uvijek uživljen u lika i da je mislio da je fotograf zombi.

## Uloge
- Jesse Eisenberg kao Columbus
- Woody Harrelson kao Tallahassee
- Emma Stone kao Wichita
- Abigail Breslin kao Little Rock
- Amber Heard kao 406
- Mila Kunis kao vlasnica benzinske pumpe
- Bill Murray je glumio sam sebe[9]

## Nagrade
- 2 nominacije za nagradu Saturn (najbolji horor film, sporedni glumac Woody Harrelson)

## Kritike
Kritike filma su većinom bile pozitivne. Jim Schembri je filmu dao 3 od 4 zvijezde:
»Jako je cool način započeti horor komediju o zombijima priznanjem glavnog junaka da živjeti u svijetu kojeg su okupirali živi mrtvaci nije uopće toliko različito od gubitničkog života kojeg je nekad imao, prije nego se društvo urušilo u ludosti hranjenjem mozga...Jedini kamen spoticaja je da, za razliku od klasičnih horor komedija kao što su Američki vukodlak u Londonu, Zombieland više puca na smijeh nego na istinski strah. Veliki komični highlight je cameo Billa Murrayja u kojem glumi samog sebe, koji je jako smiješan.«
Steve Biodrowski je bio malo suzdržaniji u ocjenjivanju:
»Umjereno zabavan film... Međutim, teško se natječe sa svojim vlastitim foršpanom.«
Roger Ebert je također dao 3 od 4 zvijezde:
»Tko bi rekao da se jedan tako smiješan film kao Zombieland može napraviti oko zombija? ... Sve je ovo moglo ispasti tmurno, ali ne ovdje. Filmaši pokazuju inventivnost i dobar komični tajming, a iznad svega, tu je cameo nastup Billa Murrayja koji je uzrokovao najveći smijeh kojeg sam čuo ove godine. Četvero protagonista pojave se u Murrayjevoj ogromnoj vili u Beverly Hillsu, tako divovskoj da je sigurno veliki hotel, te ga nađu kako je uvijek tamo prebiva. Neću više otkriti, osim da me ne toliko puno zombi komedija mogu istodobno natjerati da pomislim i na film Psiho i na Garfielda.«
Arsen Oremović je također pohvalno pisao o filmu:
»Zemlja zombija – izvrsni “urbani” prvijenac Rubena Fleischera. Zombieland pokazuje sve vrline debitantskog filma, mišljenog izvan uobičajenih kanona industrije. Priča je to o četvero ljudi koji pokušavaju preživjeti “epidemiju” zombija, ali više nego horor film je simpatična “priča karaktera” s puno svježih i duhovitih komentara na račun (pop) svakodnevice, među kojima je osobito briljantna epizoda s upoznavanjem Billa Murrayja koji skupo plati svoj smisao za humor. Film zahtijeva malo “urbaniji” karakter gledatelja, ali nikoga ne isključuje.«

## Vanjske poveznice
- Službena stranica  Arhivirana inačica izvorne stranice od 16. listopada 2009. (Wayback Machine)
- Zombieland u internetskoj bazi filmova IMDb-a
- Rotten Tomatoes